# Капсия, Маргарета
Маргарета Капсия (фин. Margareta Capsia; 1682, Стокгольм или Або — 20 июня 1759, Або) — первая женщина-художница Финляндии.

## Биография
Маргарета Капсия родилась в Швеции, но, вероятно, происходила из голландской купеческой семьи. Он была дочерью богатого купца. Супругом Маргареты стал Якоб Гавелин, уроженец Ваасы. Их брак был заключён в 1719 году в Стокгольме. После окончания Северной войны, семья переехала в Ваасу, на родину мужа, где Гавелин стал протестантским священнослужителем. В 1730 году они переехали в Турку, где Гавелин вошёл в состав капитула кафедрального собора. Семья была достаточно обеспеченной, к тому же, занятия живописью приносили Маргарете доход почти такой же, как у её мужа. Даже овдовев, она продолжала много зарабатывать, как художница.
Капсия, вероятно, была первой женщиной-художницей, работавшей в Финляндии. Среди её работ выделяются запрестольные образы и портреты представителей лютеранского духовенства. Капсия не подписывал свои работы после 1725 года, и в те же годы их качество начало снижаться, причиной чего историки считают близорукость, развившуюся с возрастом.
Сегодня работы Капсии хранятся в музеях Хельсинки и Турку, а также в ряде лютеранских церквей Финляндии, таких, как церковь Палтаниеми в Каяани.

## Галерея

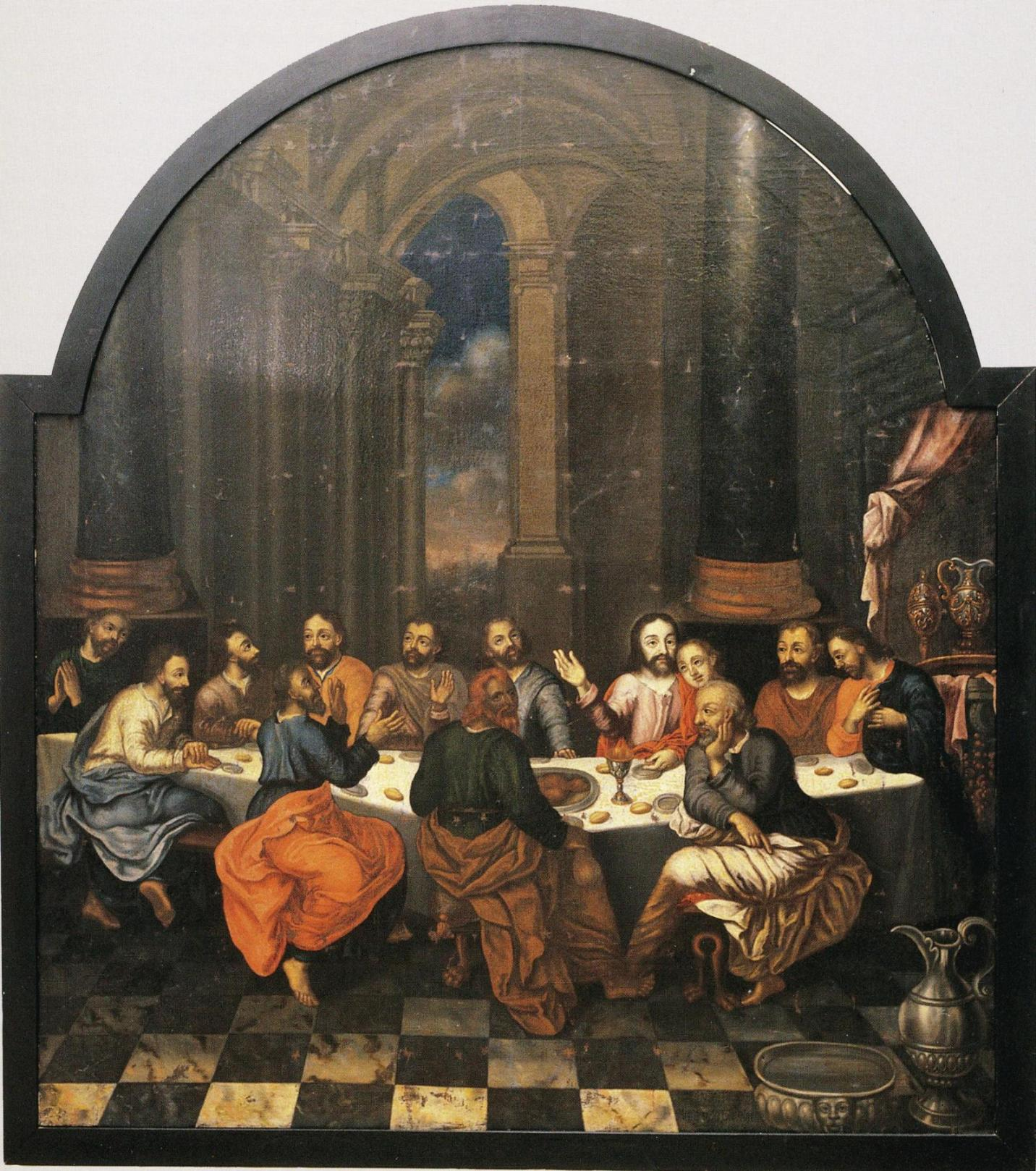
Тайная вечеря. , Хельсинки.
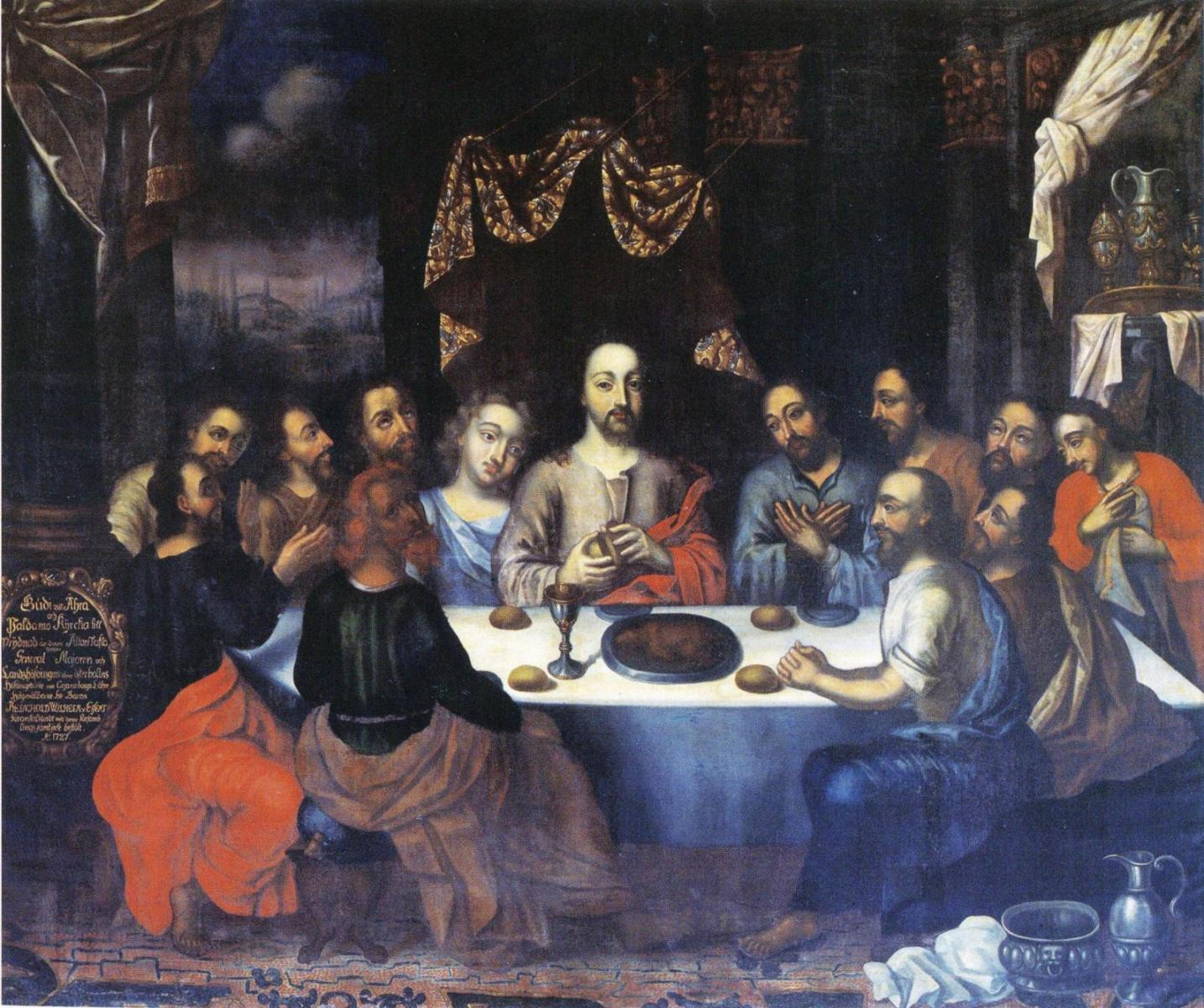
Тайная вечеря.
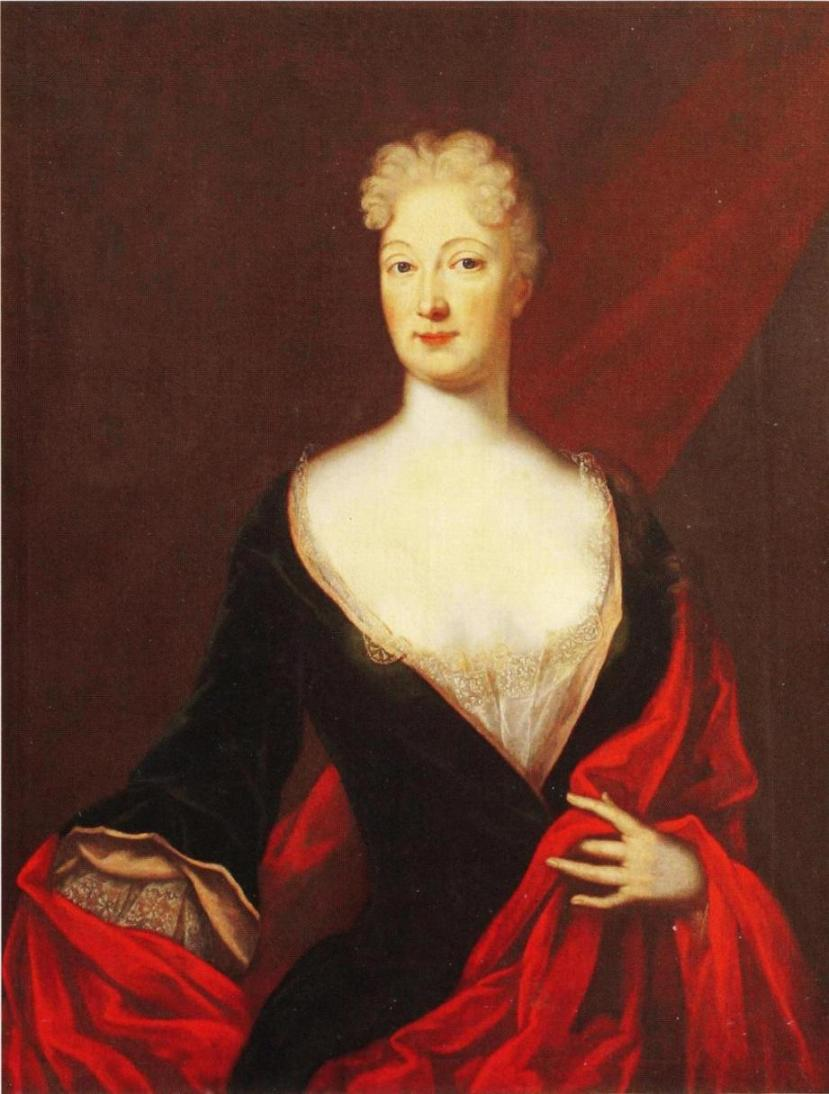
Портрет Хедвиги Ульрики Мёрнер.
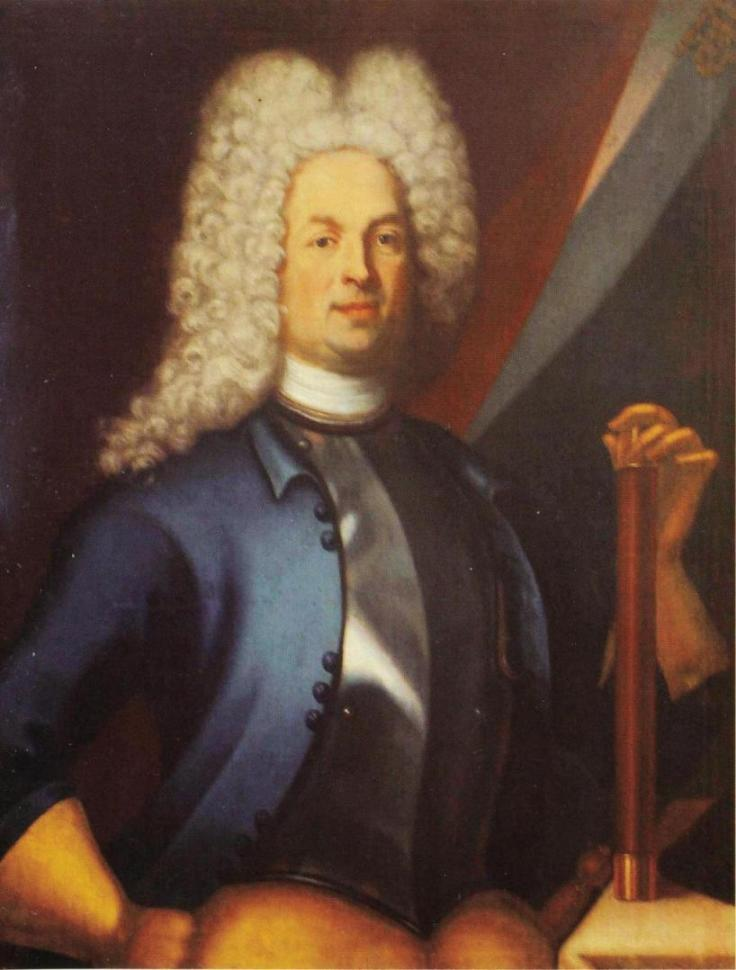
Портрет полковника и губернатора Кристера Хенрика д'Альбедиля (шв[швед.]).